# Dufauxia thomasi
Dufauxia thomasi là một loài bọ cánh cứng trong họ Cerambycidae.